# Boljanina
Boljanina (cyr. Бољанина) – wieś w Czarnogórze, w gminie Bijelo Polje. W 2011 roku liczyła 393 mieszkańców.